# Bắc Ossetia-Alania
Cộng hòa Bắc Ossetia-Alania (tiếng Nga: Респу́блика Се́верная Осе́тия–Ала́ния, Respublika Severnaya Osetiya-Alaniya; tiếng Ossetia: Республикæ Цæгат Ирыстон — Алани, Respublikæ Tsægat Iryston-Alani) là một chủ thể liên bang của Nga (cụ thể là một Nước Cộng hòa thuộc Nga). Thủ đô là Vladikavkaz.

## Địa lý
Nước Cộng hòa này nằm phía bắc Kavkaz. Phần phía bắc của nước Cộng hòa nằm ở Đồng bằng Stavropol. 22% lãnh thổ của nước này là núi.
- Diện tích: 8.000 km² (3.100 mi²)
- Biên giới:
  - nội địa: Cộng hòa Kabardino-Balkar (W/NW/N), Vùng Stavropol (N), Cộng hòa Chechnya (NE/E), Cộng hòa Ingushetia (E/SE)
  - quốc tế: Gruzia (giáp các vùng Mtskheta-Mtianeti, Shida Kartli, bao gồm Nam Ossetia) (SE/S/SW)
- Đỉnh cao nhất: Núi Kazbek (5.033 mét (16.512 ft))
- Khoảng cách tối đa từ Bắc tới Nam: 130 km (81 mi)
- Khoảng cách tối đa Đông sang Tây: 120 km (75 mi)

### Sông
Tất cả các con sông của nước Cộng hòa này đều thuộc lưu vực sông Terek. Các sông lớn bao gồm:
- Sông Terek (~600 km)
- Sông Urukh (104 km)
- Sông Ardon (101 km)
- Sông Kambileyevka (99 km)
- Sông Gizeldon (81 km)
- Sông Fiagdon
- Sông Sunzha (278 km)

## Tài nguyên
Tài nguyên thiên nhiên bao gồm khoáng sản (đồng, bạc, kẽm), gỗ, nước khoáng, thủy điện và nguồn tài nguyên dầu mỏ và chất khí chưa được khai thác.

## Khí hậu
Vùng này thuộc khí hậu ôn đới lục địa.
- Nhiệt độ trung bình tháng Một: −5 °C (23 °F)
- Nhiệt độ trung bình tháng Bảy: +24 °C (75.2 °F)
- Lượng mưa trung bình: 400–700 mm ở vùng đồng bằng, trên 1000 mm ở vùng núi.

## Liên kết
- (tiếng Nga) Official website of the Republic of North Ossetia-Alania Lưu trữ ngày 13 tháng 2 năm 2012 tại Wayback Machine
- (tiếng Nga) Official website of the Parliament of the Republic of North Ossetia-Alania Lưu trữ ngày 8 tháng 12 năm 2006 tại Wayback Machine
- (tiếng Anh) Russian News Agency Ria Novosty Lưu trữ ngày 3 tháng 10 năm 2013 tại Wayback Machine
- (tiếng Nga) Official website of Alexander Dzasokhov Lưu trữ ngày 6 tháng 6 năm 2009 tại Wayback Machine
- (tiếng Nga) Ossetia—History, culture, politics, news
- (Quốc tế ngữ)Pictures of North Ossetia-Alania
- (tiếng Anh) (Ossetic) (tiếng Nga) Welcome to North Ossetia (by Toma Kulayeva)
- (tiếng Anh) (Ossetic) (tiếng Nga) Ossetian history and culture